# Kevin Pezzoni
Kevin Pezzoni (Francoforte sul Meno, 22 marzo 1989) è un ex calciatore tedesco, di origini italiane, di ruolo centrocampista.
Il 4 settembre 2012, viene obbligato a lasciare il club tedesco, dopo essere stato minacciato di morte dai suoi stessi tifosi.